# Вуберн (Массачусетс)
Вуберн (англ. Woburn) — город в округе Мидлсекс, штат Массачусетс, США.

## География
Вуберн расположен по координатам 42°29′19″ с. ш. 71°09′16″ з. д. (42.488659, -71.154425). По данным Бюро переписи населения США в 2010 году город имел площадь 33,53 км², из которых 32,72 км² — суша и 0,81 км² — водоемы.

## История
12 июня 1888 года поселение было инкорпорировано и включено в реестр штата Калифорния, благодаря чему некорпоративное сообщество Вуберн официально получило статус города.
В 2019 году мэр Вуберна Ральф Гранде объявил городом-побратимом калифорнийский городок Бигс.

## Демография
| Год переписи | Нас.  |  | %±     |
| ------------ | ----- |  | ------ |
| 1790         | 1727  |  | —      |
| 1800         | 1228  |  | −28,9% |
| 1810         | 1219  |  | −0,7%  |
| 1820         | 1519  |  | 24,6%  |
| 1830         | 1977  |  | 30,2%  |
| 1840         | 2993  |  | 51,4%  |
| 1850         | 3956  |  | 32,2%  |
| 1860         | 6287  |  | 58,9%  |
| 1870         | 8560  |  | 36,2%  |
| 1880         | 10931 |  | 27,7%  |
| 1890         | 13499 |  | 23,5%  |
| 1900         | 14254 |  | 5,6%   |
| 1910         | 15308 |  | 7,4%   |
| 1920         | 16574 |  | 8,3%   |
| 1930         | 19434 |  | 17,3%  |
| 1940         | 19751 |  | 1,6%   |
| 1950         | 20492 |  | 3,8%   |
| 1960         | 31214 |  | 52,3%  |
| 1970         | 37406 |  | 19,8%  |
| 1980         | 36626 |  | −2,1%  |
| 1990         | 35943 |  | −1,9%  |
| 2000         | 37258 |  | 3,7%   |
| 2010         | 38120 |  | 2,3%   |
| 2018         | 40397 |  | 6%     |
| 1790–2018    |       |  |        |

Согласно переписи 2010 года, в городе проживало 38 120 человек в 15 524 домохозяйствах в составе 9828 семей. Плотность населения составляла 1137 человек/км². Было 16309 помещений (486/км²).
Расовый состав населения:
- 84,2 % — белых
- 7,3 % — азиатов
- 4,2 % — черных или афроамериканцев
- 0,2 % — коренных американцев
- 2,2 % — других рас

К двум или более расам принадлежало 2,0 %. Доля испаноязычных составляла 4,5 % от всех жителей.
По возрастному диапазону население распределилось следующим образом: 19,8 % — лица моложе 18 лет, 64,3 % — лица в возрасте 18-64 лет, 15,9 % — лица в возрасте 65 лет и старше. Медиана возраста жителя составляла 40,5 года. На 100 лиц женского пола в городе приходилось 93,8 мужчин; на 100 женщин в возрасте от 18 лет и старше — 92,0 мужчин также старше 18 лет.
Средний доход на одно домашнее хозяйство составил 90 510 долларов США (медиана — 78 750), а средний доход на одну семью — 104 997 долларов (медиана — 97 015). Медиана доходов составляла 61 655 долларов для мужчин и 50 060 долларов для женщин. За чертой бедности находились 7,5 % лиц, в том числе 12,2 % детей в возрасте до 18 лет и 9,0 % лиц в возрасте 65 лет и старше.
Гражданское трудоустроено население составляло 21 673 лица. Основные отрасли занятости: образование, охрана здоровья и социальная помощь — 24,5 %, ученые, специалисты, менеджеры — 13,8 %, розничная торговля — 11,2 %, производство — 8,8 %.